# جيمس إتش بينيت
جيمس إتش بينيت (بالإنجليزية: James H. Bennett)‏ هو بحار أمريكي، ولد في 11 أغسطس 1877 في نيويورك في الولايات المتحدة، وتوفي في 22 نوفمبر 1900 في فيلادلفيا في الولايات المتحدة.